# ماردة (المكسيك)

شعار مدينة ماردة

مَارِدَة (بالإسبانية: Mérida)‏ عاصمة ولاية يوكاتان بالمكسيك، وهي تمثل أكبر مدينة بالجنوب الشرقي المكسيكي.

## المناخ
يظهر الجدول التالي التغييرات المناخية على مدار السنة لماردة:
| البيانات المناخية لـماردة                                       | البيانات المناخية لـماردة | البيانات المناخية لـماردة | البيانات المناخية لـماردة | البيانات المناخية لـماردة | البيانات المناخية لـماردة | البيانات المناخية لـماردة | البيانات المناخية لـماردة | البيانات المناخية لـماردة | البيانات المناخية لـماردة | البيانات المناخية لـماردة | البيانات المناخية لـماردة | البيانات المناخية لـماردة | البيانات المناخية لـماردة |
| الشهر                                                           | يناير                     | فبراير                    | مارس                      | أبريل                     | مايو                      | يونيو                     | يوليو                     | أغسطس                     | سبتمبر                    | أكتوبر                    | نوفمبر                    | ديسمبر                    | المعدل السنوي             |
| --------------------------------------------------------------- | ------------------------- | ------------------------- | ------------------------- | ------------------------- | ------------------------- | ------------------------- | ------------------------- | ------------------------- | ------------------------- | ------------------------- | ------------------------- | ------------------------- | ------------------------- |
| الدرجة القصوى °م (°ف)                                           | 39.5 (103.1)              | 39.5 (103.1)              | 42.0 (107.6)              | 43.0 (109.4)              | 43.0 (109.4)              | 41.5 (106.7)              | 40.0 (104.0)              | 43.0 (109.4)              | 40.0 (104.0)              | 39.0 (102.2)              | 39.0 (102.2)              | 39.5 (103.1)              | 43.0 (109.4)              |
| متوسط درجة الحرارة الكبرى °م (°ف)                               | 30.8 (87.4)               | 31.5 (88.7)               | 34.0 (93.2)               | 35.6 (96.1)               | 36.3 (97.3)               | 35.3 (95.5)               | 35.0 (95.0)               | 34.9 (94.8)               | 34.2 (93.6)               | 32.7 (90.9)               | 31.5 (88.7)               | 30.6 (87.1)               | 33.5 (92.3)               |
| المتوسط اليومي °م (°ف)                                          | 24.0 (75.2)               | 24.4 (75.9)               | 26.3 (79.3)               | 27.9 (82.2)               | 29.0 (84.2)               | 28.5 (83.3)               | 28.2 (82.8)               | 28.1 (82.6)               | 27.9 (82.2)               | 26.8 (80.2)               | 25.4 (77.7)               | 24.0 (75.2)               | 26.7 (80.1)               |
| متوسط درجة الحرارة الصغرى °م (°ف)                               | 17.2 (63.0)               | 17.3 (63.1)               | 18.6 (65.5)               | 20.2 (68.4)               | 21.7 (71.1)               | 21.6 (70.9)               | 21.4 (70.5)               | 21.3 (70.3)               | 21.6 (70.9)               | 20.8 (69.4)               | 19.3 (66.7)               | 17.5 (63.5)               | 19.9 (67.8)               |
| أدنى درجة حرارة °م (°ف)                                         | 9.2 (48.6)                | 9.5 (49.1)                | 9.0 (48.2)                | 10.0 (50.0)               | 10.0 (50.0)               | 10.0 (50.0)               | 10.0 (50.0)               | 10.0 (50.0)               | 10.0 (50.0)               | 10.0 (50.0)               | 10.0 (50.0)               | 7.0 (44.6)                | 7.0 (44.6)                |
| معدل هطول الأمطار مم (إنش)                                      | 38.4 (1.51)               | 32.2 (1.27)               | 22.5 (0.89)               | 24.4 (0.96)               | 69.4 (2.73)               | 138.3 (5.44)              | 158.7 (6.25)              | 140.7 (5.54)              | 183.1 (7.21)              | 127.9 (5.04)              | 56.2 (2.21)               | 45.1 (1.78)               | 1٬036٫9 (40.82)           |
| متوسط الأيام الممطرة (≥ 0.1 mm)                                 | 4.2                       | 3.3                       | 2.3                       | 1.9                       | 4.6                       | 10.8                      | 13.4                      | 12.8                      | 13.9                      | 9.7                       | 5.4                       | 4.3                       | 86.6                      |
| متوسط الرطوبة النسبية (%)                                       | 70                        | 68                        | 63                        | 64                        | 63                        | 71                        | 72                        | 73                        | 76                        | 75                        | 75                        | 73                        | 70                        |
| ساعات سطوع الشمس الشهرية                                        | 208.6                     | 205.9                     | 241.8                     | 254.1                     | 273.2                     | 231.0                     | 246.1                     | 247.9                     | 208.5                     | 218.5                     | 212.4                     | 201.8                     | 2٬749٫8                   |
| المصدر #1: Servicio Meteorologico Nacional (humidity 1981–2000) |                           |                           |                           |                           |                           |                           |                           |                           |                           |                           |                           |                           |                           |
| المصدر #2: NOAA (sun 1961–1990)                                 |                           |                           |                           |                           |                           |                           |                           |                           |                           |                           |                           |                           |                           |

## توأمة
لماردة (المكسيك) اتفاقيات توأمة مع كل من:
- نيو أورلينز (9 يونيو 1990 - )[16]
- تشكوكو دي مورا [الإنجليزية]‏
- ماردة [16]
- بيريرا (17 أبريل 2000 - )[16]
- تشيكوينكويرا (26 مارس 1999 - )[16]
- كاماغواي (6 فبراير 2000 - )[16]
- بنما سيتي (13 نوفمبر 2003 - )[16]
- غليندورا (1973 - )[16]
- إيري (1973 - )[16]
- كوزوميل (22 أكتوبر 2010 - )[16]
- Iguala de la Independencia (municipality) [الإنجليزية]‏ منذ (2009 - )[16]
- إنتشون [16]
- Manzanares, Caldas [الإنجليزية]‏ [16]
- ماردة [16]
- ميامي [16]
- ساراسوتا [16]

## أعلام
- أرماندو مانزانيرو
- سيلفيو زافالا
- أرتورو دي كوردوفا
- أوفيليا ميدينا
- إيرنيستو ميخيا سانشيز
- روجيه أغيلار سالازار
- بيدرو إينفانت
- ديدييه ماسون
- فرناندو كاسترو باتشيكو
- ميغيل بيرتشيلت